# یواس‌اس موری (اس‌پی-۱۴۳۸)
یواس‌اس موری (اس‌پی-۱۴۳۸) (به انگلیسی: USS Murray (SP-1438)) یک کشتی بود که طول آن ۵۵ فوت (۱۷ متر) بود. این کشتی در سال ۱۹۱۵ ساخته شد.